# Gerhoh Steigenberger
Gerhoh Steigenberger (* als Caspar Steigenberger am 20. April 1741 in Peißenberg, Kurfürstentum Bayern; † 5. August 1787 in München) war ein deutscher Augustinerchorherr, Hochschullehrer und Bibliothekar.

## Leben
Steigenberger erhielt seine Ausbildung im Augustiner-Chorherrenstift Polling und am Münchner Jesuitengymnasium. Am 17. September 1758 trat er in Polling als Novize in das Augustinerstift ein, wo er den Ordensnamen „Gerhoh“ annahm. An der dortigen hauseigenen Lehranstalt studierte er Philosophie, Mathematik und Theologie. Anschließend wurde er von seinem Orden auf Studienreisen geschickt. Ab 1763 war er bei den Chorherren der heiligen Genofeva in Paris, wo er sich dem Studium der Theologie, Literaturgeschichte, Numismatik, Astronomie und Mathematik widmete. Daneben befasste er sich mit der französischen, italienischen und griechischen Sprache sowie den Orientalischen Sprachen. Diese Kenntnisse vertiefte er von 1766 bis 1768 bei seinem Aufenthalt in Rom. Dort studierte er zusätzlich Literatur und Kunst. Am 28. Februar 1768 empfing in Rom die Priesterweihe.
1768 kehrte er in das Stift Polling zurück, an dem er neben seelsorglichen Aufgaben Dozent für Mathematik, Philosophie und Theologie sowie Stiftsbibliothekar wurde. 1773 folgte er dem Ruf als Professor der Philosophie, der Allgemeinen und der Literaturgeschichte an die Universität Ingolstadt. 1774 wurde er zum Universitätsbibliothekar ernannt. Daneben promovierte er in Ingolstadt zum Doktor der Philosophie und der Theologie. Allerdings kam es zu Differenzen mit ehemaligen Jesuiten, deren Orden 1773 aufgehoben worden war. 1777 kehrte er in das Stift Polling zurück, wo er erneut als Dozent und Stiftsbibliothekar wirkte.
1781 wurde er als ordentliches Mitglied in die Kurfürstliche Akademie der Wissenschaften gewählt. Ebenfalls 1781 folgte er dem Ruf als Hofbibliothekar an die Hofbibliothek München. In dieser Stellung blieb er bis zu seinem Tod. Im gleichen Jahr wurde er zum wirklichen kurfürstlichen geistlichen Rat ernannt. Außerdem wurde er fürstbischöflich augsburgischer geistlicher Rat und kurtrierischer geistlicher Rat sowie Apostolischer Protonotar.

## Werke (Auswahl)
- Dissertation sur le véritable auteur d’un ouvrage intitulé: Flores Psalmorum : où l’on prouve Que c’est Letbert, Abbé de St. Ruf, & qu’il vivoit sur la fin du XIe, siecle & au commencement du XIIe. Chaubert, Paris 1764.
- De Synodo Nuenheimensi Sub Tassilone, Baioariae Duce, Celebrata Viri Magnifici Hermanni Scholliner … Disquisitioni Coniecturas Suas. Luzenberger, Ingolstadt 1777.
- Historisch-Literarischer Versuch von Entstehung und Aufnahme der kurfürstlichen Bibliothek in München. Vöttner und Letner, München 1784.
- Specimen Historicum Litterarium Originis, Et Incrementi Bibliothecae Electoralis Monachiensis. Officina Typographica Salomoniana, Rom 1785.
- Literarisch-kritische Abhandlung über die zwo allerälteste gedruckte deutsche Bibeln, welche in der kurfürstl. Bibliothek in München aufbewahrt werden. Zangl, München 1787.

## Epitaph
Das Epitaph aus Rotmarmor für Gerhoh Steigenberger befindet sich in Heilig Kreuz in Polling, der ehemaligen Augustiner-Chorherrenkirche, im nördlichen Seitenschiff am Wandpfeiler der vierten Seitenkapelle. Propst Franz Töpsl hat es für den jung verstorbenen Chorherrn, den er in besonderer Weise gefördert hatte, veranlasst. Die Abkürzungen des Originals sind in der Abschrift in runden Klammern aufgelöst.
D.(eo) O.(ptimo) M.(aximo)

ET MEMORIÆ

GERHOHI STEIGENBERGER.

NATI IN VIECHT 20 APR. 1741.

PAROCHIÆ PEISSENBERG.

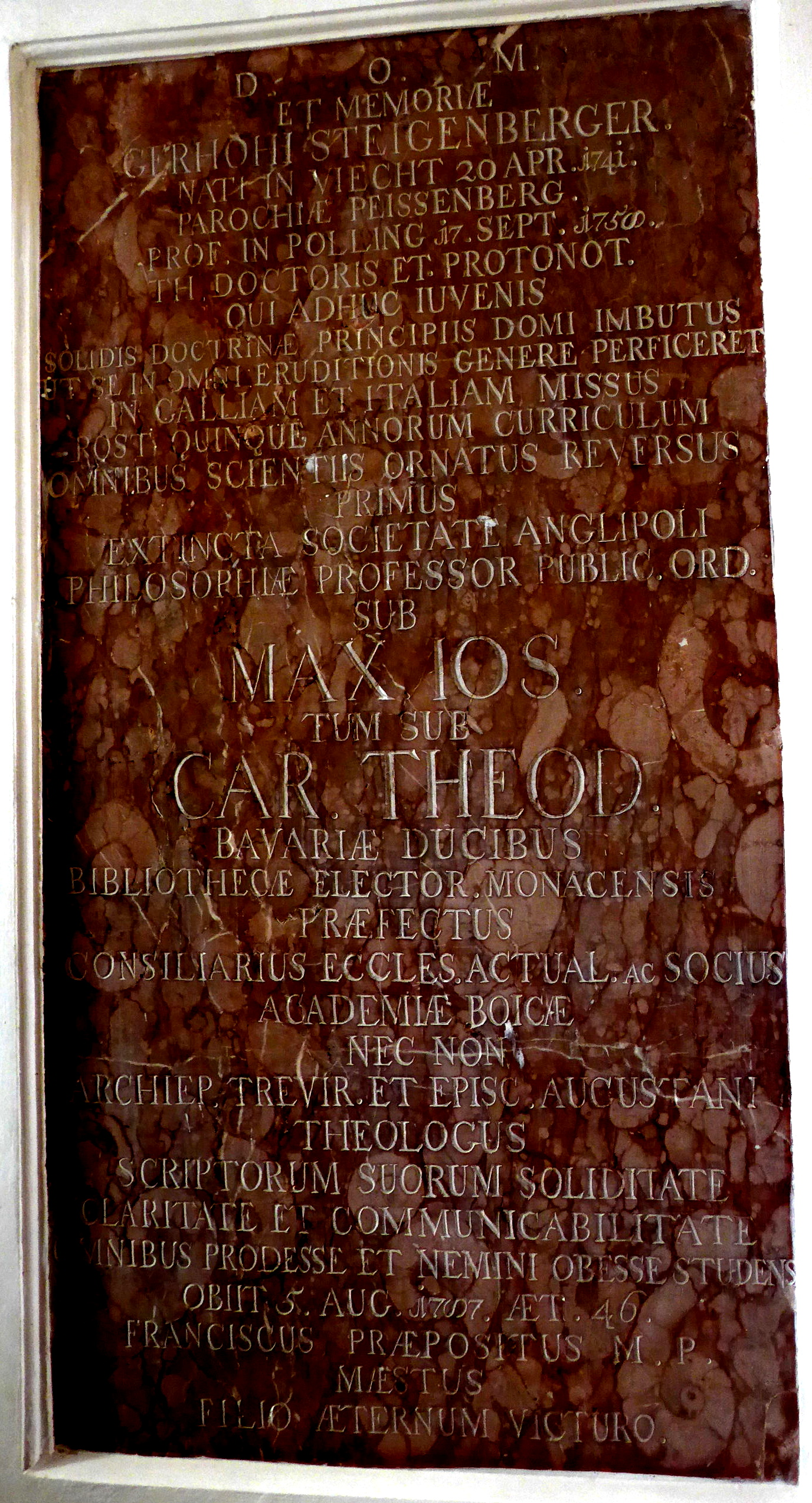

PROF.(essi) IN POLLING. 17. SEPT. 1758.

TH.(eologiae) DOCTORIS ET PROTONOT.(arii)

QUI ADHUC IUVENIS

SOLIDIS DOCTRINÆ PRINCIPIIS DOMI IMBUTUS

UT SE IN OMNI ERUDITIONIS GENERE PERFICERET

IN GALLIAM ET ITALIAM MISSUS

 POST QUINQUE ANNORUM CURRICULUM

OMNIBUS SCIENTIIS ORNATUS REVERSUS

PRIMUS

EXTINCTA SOCIETATE ANGLIPOLI

PHILOSOPHIÆ PROFESSOR PUBLIC.(us) ORD.(inarius)

SUB

MAX.(imiliano) IOS.(epho)

TUM SUB

CAR.(olo) THEOD.(oro)

BAVARIÆ DUCIBUS

BIBLIOTHECÆ ELECTOR.(alis) MONACENSIS

PRÆFECTUS

CONSILIARIUS ECCLES.(iasticus) ACTUAL.(is) AC SOCIUS

ACADEMIÆ BOICÆ

NEC NON

ARCHIEP.(iscopi) TREV.(erensis) ET EPISC.(opi) AUGUSTANI

THEOLOGUS

SCRIPTORUM SUORUM SOLIDITATE

CLARITATE ET COMMUNICABILITATE

OMNIBUS PRODESSE ET NEMINI OBESSE STUDENS

OBIIT 5. AUG. 1787. ÆT.(atis) 46

FRANCISCUS PRÆPOSITUS M.(onumentum) P.(osuit)

MÆSTUS

FILIO ÆTERNUM VICTURO